# Иволгин, Василий Иванович
Васи́лий Ива́нович И́волгин (26 марта 1901, д. Гапоново, Курская губерния — ?) — военачальник, участник Советско-польской войны (1920 года), участник Польского похода РККА, Советско-финской, Великой Отечественной и Советско-японской войн, командир 1-го смешанного авиационного корпуса во время Великой Отечественной войны, Полковник.

## Биография
Иволгин Василий Иванович родился 26 марта 1901 г. в селе Гапоново Курской губернии. Русский. В РККА с мая 1920 года, член ВКП(б) с 1921 года.

### Образование
- Киевская объединенная школы командиров, пехотное отделение[2] (1928)
- Военная академия РККА им. М. В. Фрунзе[2] (1937)
- Липецкая Высшая летно-тактическая школа, 3-месячные курсы летнабов[2] (1937).

### До войны
Службу в рядах РККА Иволгин В. И.начал в мае 1920 года, когда в стране шла Гражданская война.
- красноармеец 3-го запасного батальона 14-й армии
- красноармеец заградительного отряда 60-й стрелковой дивизии, в составе которой принимал участие в Советско-польской войне 1920 г. на Юго-Западном фронте, сражался с вооруженными формированиями в Каменец-Подольской губернии.
- с мая 1921 г. — делопроизводитель 18-й стрелковой бригады Орловского военного округа
- с мая 1922 года в 18-м стрелковом полку (бригада переформирована в полк) в составе 6-й Орловской стрелковой дивизии Орловского военного округа занимал последовательно должности помощника казначея полка, командира взвода, казначея полка.

С этой должности в октябре 1926 года был направлен на учёбу в Киевскую объединенную школу командиров, по окончании которой исполнял дела помощника командира роты 84-го стрелкового полка 28-й горнострелковой дивизии Северо-Кавказского военного округа. С началом протестных акций на Северном Кавказе в горных районах Чечни против коллективизации участвовал в подавлении восстаний в составе сводного отряда пехоты и кавалерии 28-й горнострелковой дивизии Северо-Кавказского военного округа, войск НКВД и ОГПУ в марте — апреле 1930 г. в районе городов Грозный и Ведено.
С июля 1930 г. проходил службу в должности курсового командира, помощник командира и командира роты курсантов во Владикавказской пехотной школе комсостава Северо-Кавказского военного округа. В мае 1934 года поступил в Военную академию РККА им. М. В. Фрунзе, по окончании которой был направлен для дальнейшего прохождения службы в ВВС РККА, в течение 3-х месяцев проходил обучение в Липецкой Высшей летно-тактической школы. По окончании школы в январе 1938 года назначен на штабную должность — начальника оперативного отделения штаба 2-й тяжелой бомбардировочной авиационной бригады. Далее проходил службу на штабных должностях:
- начальник оперативного отделения 59-й истребительной авиационной бригады Ленинградского военного округа, где участвовал в походе Красной Армии в Западную Украину в сентябре — октябре 1939 г.
- начальник оперативного отделения — заместитель начальника штаба 5-й авиационной дивизии (сформирована на базе 59-й истребительной авиационной бригады Ленинградского военного округа), где участвовал в Советско-финской войне 1939—1940 гг.
- начальник штаба 55-й авиационной дивизии Ленинградского военного округа (с марта 1941 года)

### Участие в Великой Отечественной войне
Великую Отечественную войну Иволгин Василий Иванович встретил 22 июня 1941 года в должности начальника штаба 55-й авиационной дивизии на Северном (с августа 1941 г. — Ленинградский) фронте. Далее продолжал службу на штабных должностях в ВВС:
- с сентября 1941 г. — начальник оперативного отдела Управления ВВС 7-й армии
- с октября 1942 г. — заместитель начальника штаба — начальник оперативного отдела Управления ВВС Ленинградского фронта
- с ноября — заместитель начальника штаба — начальник оперативного отдела 13-й Воздушной армии
- с августа 1943 г. гвардии полковник Иволгин — начальник штаба[3] 3-й гвардейской Брянской истребительной авиационной дивизии.

«С прибытием в дивизию Иволгин показал себя высокообразованным в оперативно-тактическом отношении офицером, в совершенстве знающим работу штаба, отличным организатором, умеющим поставить работу подчиненного ему штаба на уровень требований современной войны. Руководимый им штаб работает четко и слаженно…»— Боевая характеристика
В июне 1944 года гвардии полковник В. И. Иволгин назначен на должность начальника штаба 1-го смешанного авиационного корпуса (14 ноября 1944 года преобразован в 9-й штурмовой авиационный корпус) 6-й Воздушной армии 1-го Украинского фронта. С 5 июня по 22 июля исполнял дела командира корпуса, находившегося в резерве Ставки ВГК. В. И. Иволгин руководил штабом этого корпуса до конца войны и участвовал в освобождении Белоруссии и Польши.
Под руководством Иволгина В. И. штаб корпус планировал участие в операциях:
- Люблинско-Брестская операция[2] с 18 июля 1944 года по 2 августа 1944 года
- Висло-Одерская операция с 12 января 1945 года — 3 февраля 1945 года
- Варшавско-Познанская операция с 14 января 1945 года по 3 февраля 1945 года
- Восточно-Померанская операция с 10 февраля 1945 года по 4 апреля 1945 года
- Берлинская операция с 16 апреля 1945 года по 8 мая 1945 года

### После Великой Отечественной войны
По окончании Великой Отечественной войны полковник Иволгин В. И. направлен на Советско-японскую войну и назначен начальником штаба 252-й штурмовой авиационной дивизии 9-й Воздушной армии. Штаб, возглавляемый Иволгиным, планировал боевые операции в Советско-японской войне и участвовал в Харбино-Гиринской наступательной стратегической операции с 9 августа по 2 сентября 1945 года.
С ноября 1947 г. в запасе.

### Воинские звания
- Полковник — 1942 год

## Награды
- орден Ленина
- орден Красного Знамени
- Орден Отечественной войны 1 степени (19.02.1944)[3]
- Орден Отечественной войны 1 степени (30.08.1945)[5]
- Орден Красной Звезды (1940)
- Медаль За оборону Ленинграда
- Медаль 20 лет РККА
- медали